# 喬納森·佩爾松
喬納森·佩爾松（德語：Jonathan Persson，1994年11月13日—），德国男子羽毛球運動員。

## 簡歷
2015年11月，喬納森·佩爾松與巴西選手安娜·保拉·坎波斯合作出戰蘇利南羽毛球國際賽混合雙打項目，並在決賽中以2比0的成績（21-9、21-15）擊敗了東道主Dylan Darmohoetomo/Jill Sjauw-Mook組合，奪得個人生涯中首個國際賽冠軍。

## 主要比賽成績
只列出曾進入準決賽的國際賽事成績：
| 年份   | 賽事                     | 公開賽級別 | 項目     | 拍檔              | 成績   |
| ------ | ------------------------ | ---------- | -------- | ----------------- | ------ |
| 2015年 | 波多黎各羽毛球國際系列賽 | 國際系列賽 | 混合雙打 | 安娜·保拉·坎波斯  | 準決賽 |
| 2015年 | 蘇利南羽毛球國際賽       | 國際系列賽 | 混合雙打 | 安娜·保拉·坎波斯  | 冠軍   |
| 2017年 | 巴西羽毛球國際賽         | 國際挑戰賽 | 男子雙打 | 亚当·曼德雷克     | 亞軍   |
| 2017年 | 巴西羽毛球國際賽         | 國際挑戰賽 | 混合雙打 | 凯特·甫·库内      | 亞軍   |
| 2017年 | 毛里裘斯羽毛球國際賽     | 國際系列賽 | 混合雙打 | 凯特·甫·库内      | 亞軍   |
| 2017年 | 埃及羽毛球國際賽         | 國際系列賽 | 男子單打 | －                | 準決賽 |
| 2017年 | 埃及羽毛球國際賽         | 國際系列賽 | 男子雙打 | 约根德兰·克里希南 | 冠軍   |
| 2017年 | 贊比亞羽毛球國際賽       | 國際系列賽 | 男子單打 | －                | 亞軍   |
| 2017年 | 贊比亞羽毛球國際賽       | 國際系列賽 | 男子雙打 | 马捷·林尼坎       | 準決賽 |
| 2017年 | 贊比亞羽毛球國際賽       | 國際系列賽 | 混合雙打 | 凯特·甫·库内      | 冠軍   |
| 2018年 | 烏干達羽毛球國際賽       | 國際系列賽 | 男子單打 | －                | 亞軍   |
| 2018年 | 烏干達羽毛球國際賽       | 國際系列賽 | 混合雙打 | 凯特·甫·库内      | 冠軍   |
| 2018年 | 喀麥隆羽毛球國際賽       | 國際系列賽 | 男子單打 | －                | 準決賽 |
| 2018年 | 喀麥隆羽毛球國際賽       | 國際系列賽 | 男子雙打 | Mathias Pedersen  | 冠軍   |
| 2018年 | 科特迪瓦羽毛球國際賽     | 國際系列賽 | 男子雙打 | Mathias Pedersen  | 亞軍   |

| 2007-2017年 | 首要超級賽 | 超級賽 | 黃金大獎賽 | 大獎賽 | 國際挑戰賽 | 國際系列賽 | 未來系列賽 | 其他 |

| 2018-2026年 | 總決賽 | 超級1000賽 | 超級750賽 | 超級500賽 | 超級300賽 | 超級100賽 | 國際挑戰賽 | 國際系列賽 | 未來系列賽 | 其他 |

## 外部連結
- 喬納森·佩爾松的Facebook專頁